# Kościół św. Anny w Kocieniu Wielkim
Kościół pw. św. Anny w Kocieniu Wielkim – zabytkowy, drewniany kościół filialny, należący do parafii Matki Boskiej Różańcowej w Dzierżążnie Wielkim, dekanatu Trzcianka, diecezji koszalińsko-kołobrzeskiej we wsi Kocień Wielki, w powiecie czarnkowsko-trzcianeckim, w województwie wielkopolskim. Został poświęcony 26 grudnia 1946 roku.

## Architektura
Szachulcowy kościół w Kocieniu Wielkim powstał w 1844 roku. Ma konstrukcję słupowo-ramową. Budynek nieorientowany, bez wyodrębnionego prezbiterium z nawy. Od frontu znajduje się częściowo murowana wieża, zakończona hełmem iglicowym. W wieży dzwon z 1873 roku. Dach pokryty blachą. Na chórze muzycznym, wspartym na filarach, dziewiętnastowieczny prospekt organowy.